# Fenghuang
Fenghuang (ki. 鳳凰/凤凰; pinyin: Fènghuáng; ja. 鳳凰 hō-ō; ko. 봉황 bonghwang; vi. Phượng Hoàng) je mitološka ptica kineske mitologije koja uopće ne nalikuje niti jednom drugom stvorenju kineske mitologije. Kinezi su nekoć smatrali da mušku pticu trebaju zvati Feng, a žensku pticu da treba zvati Huang. U modernom svijetu, Kinezi su produžili njezino ime i nazvali je Fenghuang, a to je mješavina muške i ženske ptice. Ime mitološke ptice produženo je zbog razloga da se one mogu pariti s kineskim zmajem, koji se smatra simbolom sreće te koji ima muške inačice. Fenghuang katkad se također naziva i "Kolovozni pijetao"  (na tradicionalnom kineskom jeziku 鶤雞; pinyin: kūnjī), vjeruje se da je to zbog toga da je "pijetao" stavljen u kineski zodijak. U zapadu, narodno se smatra da je Fenghuang kineski feniks. Fenghuangom se vrlo često pogrešno naziva Karura.
Slike te drevne ptice su se pojavile dinastije Shang, a počele su se izrađivati i figurice od žada i bronce. Neki su vjerovali da je to idol koji donosi sreću. Fenghuang nije povezan s Feniksom na Zapadu. Zapadni Feniks  (zapravo egipatski) je također bio drevna ptica, Bennu, jedan oblik boga Ra.
Tijekom dinastije Han, dva Feniksa (muški i ženski) spojila su se u dvospolnog Feniksa. Tijekom dinastije Yuan Feniks znači "kralj ptica". I Fenghuang je opisan kao čudesna ptica. Fenghuang je bio pozitivno biće te je simbol milosti. Znači jedinstvo yina i yanga, dviju sila. Pojavljuje se u mirnim vremenima, kao dekoracija zajedno sa zmajevima, koji su simbol cara.
Smatra se da udara i napada zle zmije, a to je također i zadaća Karure, koja također ubija i zle zmajeve. Zmije otjerava mahanjem krila. Fenghuang je vrlo neobično mitološko stvorenje, sastavljeno s mnogo dijelova. Zamišlja je se da ima kljun  pijetla, lice lastavice, čelo  kokoške, vrat zmije, grudi guske, leđa kornjače, stražnjicu jelena i rep ribe. 
Sve u svemu, ptice su najčešće prikazane s glavom zlatnog fazana, tijelo mandarinske patke, rep pauna, noge ždrala, kljun papige i krila lastavice.

## Vanjske poveznice
- http://www.onmarkproductions.com/html/ho-oo-phoenix.shtml